# Rajapur (upazila)
Pour les articles homonymes, voir Rajapur.
Rajapur (en bengali : রাজাপুর) est une upazila du Bangladesh dans le district de Jhalakati. En 1991, on y dénombrait 143 659 habitants.